# Albert Marth
| Odkryte planetoidy: 1 | Odkryte planetoidy: 1 |
| --------------------- | --------------------- |
| (29) Amphitrite       | 1 marca 1854          |

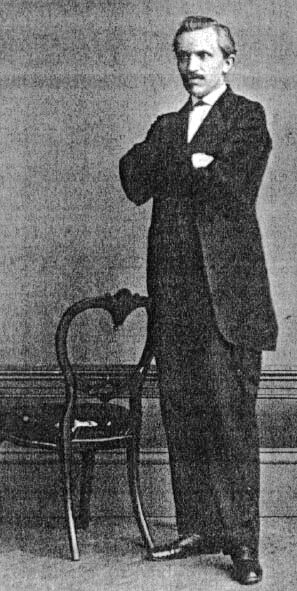
Albert Marth

Albert Marth (ur. 5 maja 1828 w Kolbergu (obecnie Kołobrzeg), zm. 6 sierpnia 1897 w Heidelbergu) – niemiecki astronom, odkrywca planetoidy (29) Amphitrite.
Był asystentem Williama Lassella; pracując z nim na Malcie w latach 1863–1865 odkrył ok. 600 obiektów, które znalazły się w New General Catalogue, głównie galaktyk. Jak się później okazało, część z tych obiektów była wcześniej obserwowana przez innych astronomów, a 4 z nich nie istnieją, tak więc obecnie Marth uważany jest za odkrywcę 583 ciał niebieskich z tego katalogu.
W latach 1854–1857 oraz ponownie od 1878 był członkiem Królewskiego Towarzystwa Astronomicznego.
Jego nazwiskiem nazwano kratery na Księżycu i na Marsie.